# Lokendra Bahadur Chand
Lokendra Bahadur Chand (język nepalski  लोकेन्द्र बहादुर चंद; ur. 15 lutego 1940 w Baitadi) – nepalski polityk, czterokrotny premier Nepalu. 
Politycznie zaangażował się pod koniec lat 60. XX wieku. Dwukrotnie sprawował funkcję premiera przed demokratyzacją Nepalu w okresie od 12 lipca 1983 do 21 marca 1986 oraz ponownie od 6 kwietnia 1990 do 19 kwietnia 1990. Po legalizacji partii politycznych przez króla Birendre Bir Bikrama Shah Deva piastował funkcję premiera jeszcze dwukrotnie od 12 marca 1997 do 7 października 1997 oraz od 11 października 2002 do 5 czerwca 2003.
Zajmuje się również pisarstwem, za zbiór opowiadań Bisarjan (1998) otrzymał nagrodę literacką Madan Puraskar przyznawaną za wybitną książkę napisaną w języku nepalskim.